# Tipula pokornyana
Tipula pokornyana är en tvåvingeart som beskrevs av Alexander 1966. Tipula pokornyana ingår i släktet Tipula och familjen storharkrankar. Inga underarter finns listade i Catalogue of Life.